# ファントムバスターズ
『ファントムバスターズ』は、ネオショコによる日本の漫画。『ジャンプスクエア』（集英社）において、2023年9月号から連載中。鎌倉を舞台に4人の男子高校生が除霊活動を繰り広げるコメディ漫画である。「全国書店員が選んだおすすめコミック2025」では2位に、「アニメ化してほしいマンガランキング2025」では4位に選出された。

## 沿革
『ジャンプSQ.RISE 2022 AUTUMN』で読切版が掲載され、『ジャンプスクエア』2023年9月号で連載が開始した。

## あらすじ
鎌倉の高校に進学した是岸遊人（コレシキ）は、入学式の日に幽霊を喰らうことで除霊ができるという同級生・宍喰野虎落（モガリ）と出会う。コレシキは幽霊を信じていなかったが、除霊活動に関わったことでモガリのことを信じるようになる。2人は幼少期から霊が見えていた観崎薫（ザキ）、生身の人間とは話せないが霊とは話せる多聞康太郎（タモン）とともに、除霊活動を行う同好会「ファントムバスターズ」を結成する。

## 登場人物
声はボイスコミックにおける声優。
宍喰野 虎落（ししくの もがり） / モガリ
声 - 岡本信彦
幽霊を喰らうことで除霊をする能力をもつ。他人の霊力を借りなければ幽霊の姿を見たり、声を聞いたりすることはできない。除霊師の家系であり、秋田の山での修行から逃れるために鎌倉の高校に進学した。
是岸 遊人（これきし ゆうじん） / コレシキ
声 - 市川蒼
高校に首席で合格した優等生。霊感は全くない。幽霊の存在は信じていなかったが、モガリの除霊活動を見て刺激的に感じ、ファントムバスターズに入る。
観崎 薫（かんざき かおる） / ザキ
声 - 内山昂輝
幼少期から幽霊が見えることに悩んでいた。幽霊を遠ざけるために、髪を染めて近寄りがたい雰囲気を出している。『SLAM DUNK』が好きな漫画オタク。
多聞 康太郎（たもん こうたろう） / タモン
声 - 増田俊樹
幽霊は見えないが、幽霊と会話することができる。この能力のせいで周囲からは奇異の目で見られ、生身の人間は目も合わせられないほど苦手になった。
シャルル・ド・ノワール・守（シャルル・ド・ノワール・まもる）
ファントムバスターズの顧問で化学教師。中二病のような見た目と言動をしている。
壱宮 昊都（いちみや そらと）
生徒会会長。冷徹なリアリストを演じているが、実はオカルトが好きで、内心ではファントムバスターズと仲良くなりたいと思っている。
弐花 善輝（にか よしき）
生徒会副会長。会長を慕っている。
宇参 素直（うさみ すなお）
生徒会会計。会長を慕っている。
肆矢 真莉愛（よつや まりあ）
生徒会書記。中学校で同級生だったコレシキを生徒会に引き入れようとする。
伍東 倫理（ごとう りんり）
生徒会庶務。関西出身で、実家は複数のレストランを経営している。
除丸（よけまる）
高校の敷地に住み着く野良猫。悩んでいる人間にすり寄って厄除けをする。
宍喰野 無垢臚（ししくの むくろ）
宍喰野家当主。モガリの祖父。
宍喰野 御骨（ししくの みかばね）
宍喰野一門の分家に属する。斂にモガリの暗殺を命じる。
宍喰野 斂（ししくの れん）
修行を終えて間もない霊媒師。モガリと同じアパートに住み、命を狙っている。
勘解由小路 牡丹（かでのこうじ ぼたん）
京都・勘解由小路家の陰陽師。宍喰野家から権力を奪還しようと企む。
百合（ゆり）
牡丹の式神。生前は牡丹の妹だったが、勘解由小路家の掟により命を落とす。

## 評価
「次にくるマンガ大賞 2024」のコミックス部門では19位に選出された。「全国書店員が選んだおすすめコミック2025」では2位に選出された。「アニメ化してほしいマンガランキング2025」では4位に選出された。
2025年6月までに累計発行部数は85万部を突破している。

## 書誌情報
- ネオショコ『ファントムバスターズ』集英社〈ジャンプ コミックス〉、既刊5巻（2025年6月4日現在）
  1. 2023年12月9日発行（12月4日発売[1][9]）、ISBN 978-4-08-883724-6
  2. 2024年4月9日発行（4月4日発売[10]）、ISBN 978-4-08-883894-6
  3. 2024年8月7日発行（8月2日発売[11]）、ISBN 978-4-08-884141-0
  4. 2024年12月9日発行（12月4日発売[12]）、ISBN 978-4-08-884353-7
  5. 2025年6月9日発行（6月4日発売[13]）、ISBN 978-4-08-884464-0